# Pitcaple Castle
Pitcaple Castle ist ein Herrenhaus nahe der schottischen Ortschaft Pitcaple in der Council Area Aberdeenshire. 1971 wurde das Bauwerk in die schottischen Denkmallisten in der höchsten Denkmalkategorie A aufgenommen.

## Geschichte
Im Jahre 1457 erhielt der Clan Leslie die Ländereien von Pitcaple. Im späteren 15. Jahrhundert, möglicherweise um 1470, errichtete der Clan dort ein Tower House, welches die Keimzelle des heutigen Herrenhauses bildet. 1562 hielt sich Königin Maria Stuart in Pitcaple Castle auf. Im frühen 17. Jahrhundert wurden Ecktourellen ergänzt. Der Marquess of Huntly richtete in Pitcaple Castle 1639 sein Hauptquartier ein. Der spätere König Karl II. hielt sich 1644 in dem Tower House auf. Das heutige Herrenhaus entstand nach einer substanziellen Erweiterung des Tower House im Jahre 1830. Für den Entwurf zeichnet der schottische Architekt William Burn verantwortlich. Im Zuge der Arbeiten wurden auch Veränderungen am Tower House vorgenommen. Mit den Anbauten aus dem Jahr 1870 wurde Duncan MacMillan betraut.

## Beschreibung
Pitcaple Castle steht isoliert rund 600 m nordöstlich von Pitcaple zwischen der A96 und dem Fluss Urie. Das ursprüngliche vierstöckige Tower House erhielt durch die Ergänzung der fünfstöckigen Ecktourellen einen Z-förmigen Grundriss. Sein Eingang befand sich dann am Fuße des südwestlichen Treppenturms. Die Erweiterung aus den 1830er Jahren besteht aus einem zweistöckigen Komplex von asymmetrischem Aufbau. Im Zuge der Arbeiten wurden am Tower House die Öffnungen des Erdgeschosses verschlossen und ein neuer Eingangsbereich am Neubau eingerichtet. Mit dem Anbau des Wirtschaftsflügels 1870 wurde auch die Halle mit korinthischen Säulen aus rotem Granit ausgestaltet.